# Dozhd
Dozhd (en ruso: Дождь) es una cadena de televisión rusa independiente fundada en 2008 por Natalia Sindéieva (emprendedora y propietaria) y Vera Krichévskaya (directora de TV), y las emisiones empezaron en 2010.
La programación se centraba en debates, cultura, política, negocios y documentales. La mayor parte de los programas son en directo. 
La cadena (al igual que otras cadenas no afines al Gobierno de Putin) dejó de emitir a partir del 1 de marzo de 2022 por orden del Gobierno Ruso por la cobertura a la invasión rusa de Ucrania. La directora general anunció que "las emisiones quedarían suspendidas temporalmente".

## Presión gubernamental

### 2011: Protestas en las Elecciones
Dozhd fue una de las primeras cadenas televisivas en cubrir las protestas contra los supuestos amaños de las elecciones parlamentarias. En consecuencia, el entonces Presidente Dmitri Medvédev dejó de seguir a la compañía por Twitter. De acuerdo con la agencia RIA Novosti, se trataba del principal medio de comunicación al que seguía el mandatario.
El 9 de diciembre de 2011, las autoridades pidieron copias de las coberturas de las manifestaciones para comprobar si estas respetaban las leyes rusas de los medios de comunicación. Al día siguiente, se mostró junto a la mosca, un lazo blanco: símbolo de las protestas.
Natalia Sindéieva justificó el uso como gesto de "sinceridad" en vez de "propaganda", e intento de ser "mediadores" en lugar de ser "meros periodistas".

### 2014: Controversia del asedio de Leningrado
El 26 de enero de 2014, lanzaron una encuesta en su sitio web y en el programa Diletantes en donde se les preguntaba a los espectadores si Leningrado debía haberse rendido ante la invasión nazi si aquello significase salvar a centenares de miles de personas durante el sitio de Leningrado. Los presentadores citaron a Víktor Astáfiev, y compararon el suceso con la caída de Moscú de 1812 (en el marco de la invasión napoleónica de Rusia). 
Media hora después retirarían la encuesta y se disculparon por no haber sabido plantear la pregunta de una manera menos abrupta. En los días siguientes la cadena sería criticada por políticos, activistas, miembros de la Duma Estatal y Valentina Matvienko. Dmitri Peskov, secretario de prensa de Vladímir Putin también se sumó a las críticas y afirmó que "han infringido más de una ley". Yuri Pripachkin, presidente de la Asociación Rusa de la Televisión por Cable (AKTR) comentó que hubiese querido "tomar acciones de censura". Los diputados de la Asamblea Legislativa de San Petersburgo aprobaron una resolución en la que se solicitaba investigar el "material provocativo" del sitio y "tomar medidas adecuadas", incluyendo el cierre del canal. A finales de enero, el principal proveedor de televisión del país desconectó la señal, y en octubre Dozhd tuvo que trasladarse a una sede privada.
Dos meses antes de producirse la controversia, Dozhd emitió un reportaje realizado por el activista Alekséi Navalni en el que se puso el foco en oficiales de alto rango, entre los que se incluía Viacheslav Volodin. Sindéieva sugirió que fue a raíz de aquel programa cuando empezó la campaña contra el canal.

### 2021: Designados como "agentes extranjeros"
El 20 de agosto de 2021, el Ministerio de Justicia de la Federación Rusa incluyó a la cadena en la lista de "agentes extranjeros" junto con el sitio de investigación Important Stories por petición del Roskomnadzor. Otros medios de comunicación como Meduza, Nastoyashcheye Vremya; y personalidades como Lev Ponomariov y Liudmila Savítskaya corrieron la misma suerte.
Desde The Moscow Times se informó de que un año antes de que empezase la invasión de Ucrania, el Gobierno ruso empezó a tomar medidas contra la prensa independiente y los medios críticos con el Gobierno. En aquel periodo, decenas de periodistas y agencias de noticias fueron incluidos en la lista. Una vez dentro de ella, los medios tienen la obligación de divulgar las fuentes y etiquetar sus publicaciones (incluyendo procedentes de redes sociales) como "agentes extranjeros", en caso contrario se exponen a fuertes sanciones.
En respuesta a esas acciones, Amnistía Internacional se mostró crítica con dicha ley y declaró: "están lanzando una campaña contra los medios independientes con el objetivo de erradicar el periodismo imparcial y de investigación".

### 2022: Bloqueo y cese de emisiones
El 24 de febrero de 2022, Rusia lanzó una invasión militar a gran escala contra Ucrania siendo la segunda intervención en el país vecino desde 2014. Seis días después del inicio de la ofensiva, el fiscal general ordenó a Roskomnadzor que restringiese el acceso a los medios: Dozhd y Eco de Moscú por la cobertura que realizaban sobre el conflicto alegando que estaban difundiendo "información falsa deliberada" respecto al proceder del personal militar ruso.
El 2 de marzo, el editor jefe: Tijon Dzyadkó publicó una declaración en la que declaró que tanto él como otros compañeros de la cadena abandonaron el país al sentirse perseguidos y amenazados.
Al día siguiente, desde la cadena se anunció el cese "temporal", y al finalizar la programación el equipo abandonó el plató y a continuación proyectaron El lago de los cisnes en clara alusión al intento de golpe de Estado de 1991 sucedido durante los últimos días de la Unión Soviética cuando a los medios de comunicación de entonces se les prohibió emitir informativos por lo que tuvieron que proyectar la obra de Chaikovski.
En diciembre de 2022 el gobierno letón revocó el permiso de emisión indefinidamente
En enero de 2023, el editor en jefe de Dozhd, Tijon Dzyadkó, habló sobre la obtención de una licencia de transmisión en los Países Bajos. El canal de televisión instalará un estudio en Ámsterdam, después de que los empleados reciban el permiso.